# André Berthomieu
Pour les articles homonymes, voir Berthomieu.
 (avril 2025).
Si vous disposez d'ouvrages ou d'articles de référence ou si vous connaissez des sites web de qualité traitant du thème abordé ici, merci de compléter l'article en donnant les références utiles à sa vérifiabilité et en les liant à la section « Notes et références ».
André Berthomieu, né le 16 février 1903 à Rouen et mort le 10 avril 1960 à Vineuil-Saint-Firmin (Oise), est un réalisateur et scénariste français.

## Biographie
André Berthomieu, André Émile Jean Berthomieu de son nom complet, a commencé dans la vie comme comptable et c'est en se produisant en tant que chansonnier amateur qu'il se rapproche du monde du spectacle.
Il débute comme assistant de Marcel Vandal, Julien Duvivier, Maurice Gleize et René Hervil. Il réalise son premier film : Pas si bête en 1927 avec René Lefèvre dont il fera un remake en 1946 avec Bourvil. Il réalise également un remake du Crime du Bouif d'Henri Pouctal de 1921, le premier volet de la série phénomène de sept épisodes du Bouif. 
Il signe ses films de son seul patronyme : Berthomieu. 
Metteur en scène sans prétentions artistiques, il se considérait comme un technicien du cinéma et il est président du Syndicat des techniciens de 1944 à 1946 ainsi que de l'Association des Auteurs de films de 1945 à 1955.
En 1946, il publie Essai de grammaire cinématographique, ouvrage prônant l'interdiction de tout exercice artistique ou révolutionnaire du cinéma.
Membre de la CGT, il milite pour une organisation corporatiste du métier de cinéaste où s'appliqueraient les règles du secteur public.
Mon ami Victor (1931) avec Pierre Brasseur et Le Mort en fuite (1936) sont les deux films qui émergent de son œuvre.
André Berthomieu est l'époux de l'actrice Line Noro, qu'il a mise en scène dans quatre films.

## Filmographie

### Comme réalisateur

#### Années 1920
- 1928 : Pas si bête
- 1929 : Le Crime de Sylvestre Bonnard, adaptation du roman éponyme d'Anatole France; avec Gina Barbieri, Simone Bourday
- 1929 : Ces dames aux chapeaux verts, adaptation du roman de Germaine Acremant
- 1929 : Rapacité, avec Gaston Jacquet, Florence Gray

#### Années 1930
- 1931 : Gagne ta vie
- 1931 : Mon cœur et ses millions (sous le nom de Modeste Arveyres)
- 1931 : Coquecigrole, avec Danielle Darrieux
- 1931 : Mon ami Victor, avec René Lefèvre, Pierre Brasseur et Simone Bourday
- 1932 : Le Crime du Bouif
- 1932 : Barranco, Ltd
- 1933 : Mademoiselle Josette, ma femme, avec Annabella, Jean Murat et Jean Marconi
- 1933 : Les Ailes brisées
- 1934 : N'aimer que toi
- 1934 : L'Aristo
- 1934 : La Femme idéale
- 1935 : Jim la Houlette
- 1936 : Le Secret de Polichinelle, avec André Alerme, Raimu et Françoise Rosay
- 1936 : La Flamme
- 1936 : Le Mort en fuite, avec Jules Berry, Michel Simon, Marie Glory
- 1936 : L’Amant de Madame Vidal, avec Elvire Popesco
- 1937 : The Girl in the Taxi
- 1937 : Le Porte-veine
- 1937 : La Chaste Suzanne
- 1938 : Les Nouveaux Riches, avec Raimu et Michel Simon
- 1938 : L'Inconnue de Monte-Carlo
- 1938 : Le Train pour Venise
- 1939 : Eusèbe député, avec Michel Simon
- 1939 : Dédé la musique

#### Années 1940
- 1942 : La Neige sur les pas, avec Pierre Blanchar, Georges Lannes et Pauline Carton
- 1942 : La Croisée des chemins
- 1942 : Promesse à l'inconnue
- 1943 : Le Secret de Madame Clapain
- 1944 : L'Ange de la nuit, avec Michèle Alfa, Jean-Louis Barrault et Pierre Larquey
- 1945 : J'ai dix-sept ans
- 1945 : Peloton d'exécution
- 1946 : Pas si bête, avec Bourvil et Suzy Carrier
- 1946 : Gringalet
- 1947 : Amour, Délices et Orgues
- 1947 : Carré de valets
- 1948 : Blanc comme neige, avec Bourvil, Mona Goya et Pauline Carton
- 1948 : L'Ombre
- 1949 : Le Bal des pompiers, avec Claude Dauphin, Paulette Dubost et Robert Arnoux
- 1949 : Le Cœur sur la main, avec Bourvil, Michèle Philippe et Jacques Louvigny
- 1949 : La Femme nue, avec Giselle Pascal, Yves Vincent et Michèle Philippe

#### Années 1950
- 1950 : La Petite Chocolatière, avec Gisèle Pascal, Claude Dauphin et Henri Génès
- 1950 : Le Roi Pandore, avec Bourvil et Georges Lannes.
- 1950 : Pigalle-Saint-Germain-des-Prés
- 1951 : Le Roi des camelots
- 1951 : Mademoiselle Josette, ma femme avec Odile Versois, Fernand Gravey et Robert Arnoux
- 1951 : Chacun son tour
- 1951 : Jamais deux sans trois
- 1952 : Allô... je t'aime
- 1953 : Trois hommes et un piano
- 1953 : Belle Mentalité !
- 1953 : Le Dernier Robin des Bois
- 1953 : Le Portrait de son père, avec Jean Richard, Brigitte Bardot et Daniel Cauchy
- 1954 : Scènes de ménage, avec Louis de Funès, Bernard Blier et Sophie Desmarets
- 1954 : L'Œil en coulisses
- 1955 : Les deux font la paire (ou Le Mort en fuite) (remake du film Le Mort en fuite, version de 1936)
- 1955 : Quatre jours à Paris
- 1956 : Les Duraton
- 1956 : La Joyeuse Prison
- 1957 : À la Jamaïque, avec Luis Mariano, Paquita Rico et Darry Cowl
- 1957 : Cinq millions comptant
- 1958 : En légitime défense, avec Bernard Blier, Pierre Mondy et Robert Dalban
- 1958 : Sacrée Jeunesse

#### Années 1960
- 1960 : Préméditation, avec Jean-Claude Pascal, Jean Desailly, Pascale Roberts
- 1960 : Le Rondon

### Comme assistant réalisateur
- 1927 : Le Sous-marin de cristal de Marcel Vandal
- 1927 : Le Mystère de la tour Eiffel de Julien Duvivier
- 1928 : L'Eau du Nil de Marcel Vandal
- 1928 : Le Tourbillon de Paris de Julien Duvivier

### Comme producteur
- 1931 : Laurette ou le Cachet rouge de Jacques de Casembroot

## Publication
- André Berthomieu (préf. Muller-Strauss), Essai de grammaire cinématographique, Paris, la Nouvelle édition, 1946.